# Жан де Би
Жан де Би (Моланбек Сен Жан, 9. мај 1892 — Брисел, 30. априла 1961) био је белгијски фудбалер. Играо је на позицији голмана.
Током каријере углавном је играо за Клуб Ројал рејсинг из Брисела. Освојио је златну медаљу на Летњим олимпијским играма 1920. године играјући за фудбалску репрезентацију Белгије. Са 38 година је изабран у белгијску репрезентацију за Светско првенство 1930. иако није играо ниједну утакмицу на турниру.